# Mawsynram
Mawsynram è un villaggio in India, nello stato del Meghalaya, a 15 km a nord-ovest di Cherrapunjee e a 56 km da Shillong.

## Etimologia
Il nome del villaggio contiene la radice maw-, una parola khasi che significa "pietra" che può riferirsi a certi megaliti che si trovano nei dintorni, comuni nelle zone abitate dal popolo khasi.

## Geografia fisica

### Territorio
Il villaggio si trova in posizione collinare, a 1400 m s.l.m. e a poca distanza dal confine con il Bangladesh.

### Clima
Il clima del villaggio è di tipo sinico Cwb secondo la classificazione dei climi di Köppen. Mawsynram è considerato il luogo più piovoso dell'India, dell'Asia e talvolta della Terra con 11.872 mm di pioggia annuale, sebbene non disponga di una stazione meteorologica ufficiale e il suo primato sia comunque superato dal dato stimato di Lloró in Colombia. Questa fama ha fatto sì che il geografo di Oxford Nick Middleton riportasse Mawsynram come il "luogo più piovoso della Terra" (wettest place on Earth) nel suo libro Going to Extremes – Mud, Sweat and Frozen Tears.

## Siti interessanti
Nei pressi del villaggio c'è una grotta chiamata Mawjymbuin. Dentro la cava si trovano un paio di speleotemi – stalattiti a forma di seno posti sopra una grande stalagmite, modellati dalla natura a forma di lingam. Vi si trova anche una cupola di roccia a forma di pagnotta con una cima appiattita tra i monticelli, chiamata Symper Rock. Nei dintorni ci sono inoltre cascate, acque solforiche e una lussureggiante vegetazione con moltissime specie di piante esotiche.